# Allendorf (Iowa)
Pour les articles homonymes, voir Allendorf.
Allendorf est une communauté non constituée en municipalité du comté d'Osceola, en Iowa, aux États-Unis. La communauté est située de part et d'autre de la Highway 59 à 5 miles à l'est de Sibley.

## Histoire
Elle est fondée en 1895, probablement en référence à Allendorf en Allemagne. La communauté était initialement baptisée Oliver.

## Source de la traduction
- (en) Cet article est partiellement ou en totalité issu de l’article de Wikipédia en anglais intitulé « Allendorf, Iowa » (voir la liste des auteurs).